# Сецех

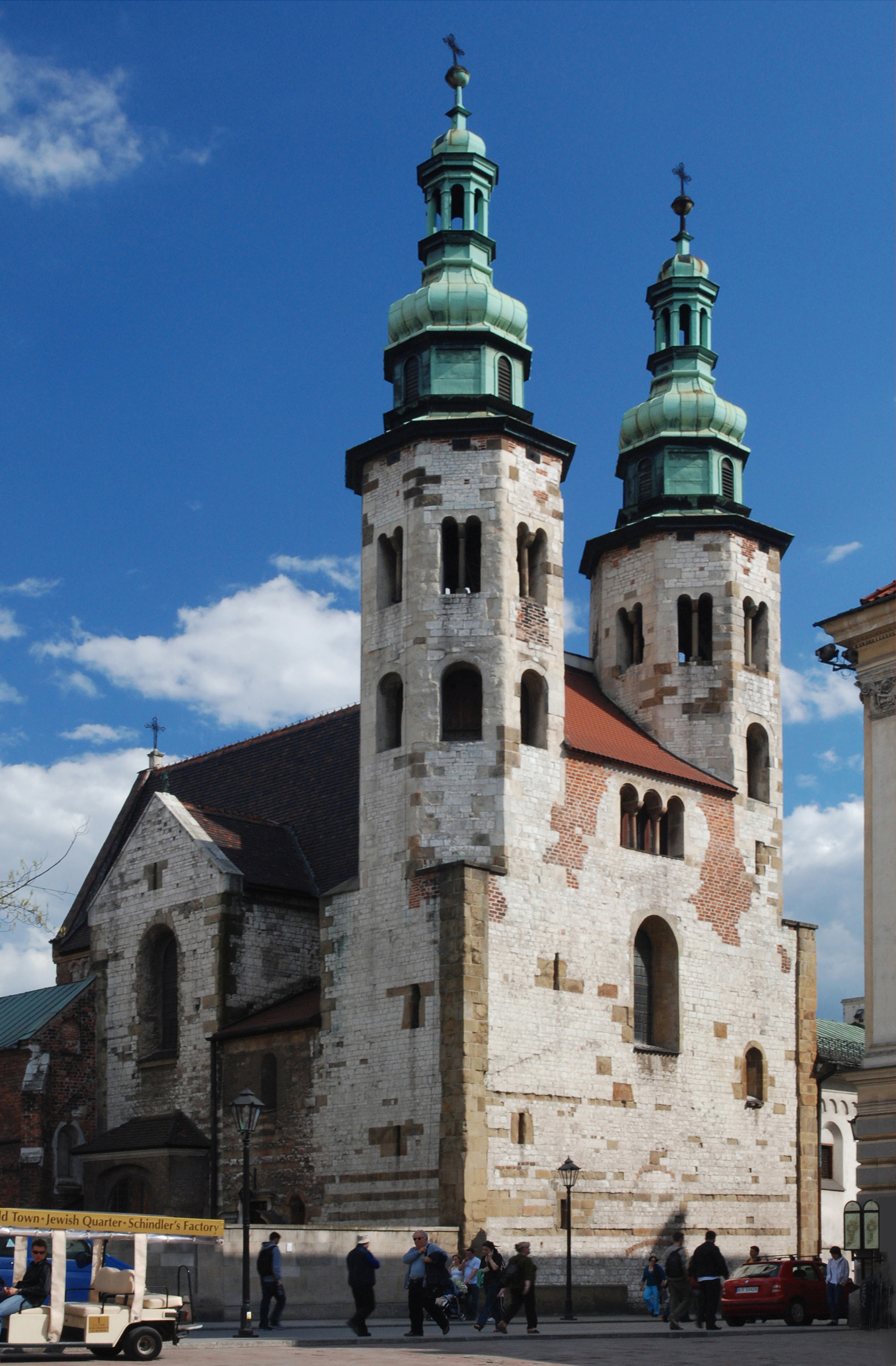
Костёл Святого Андрея в Кракове, построенный на средства палатина Сецеха в конце XI в.

Се́цех (пол. Sieciech) — малопольский магнат из рода Старжов-Топорчиков. Жил на рубеже XI—XII вв. Палатин Владислава I Германа в 1080—1100 гг.
Спорная личность периода Средневековья Польши. Сецех является вторым документально подтвержденным (помимо Мецлава) магнатом не из династических кругов, который своими действиями стремился к явному захвату власти в Польше.

## Политическая деятельность
Пребывая в титуле палатина, по всей видимости, имел отношение к изгнанию Болеслава Смелого. Имел вес при дворе Владислава Германа. Есть версия, что также причастен к отравлению Мешко Болеславича, наследника польского престола. 